# آشان (مارتونی)
آشان (به ارمنی: Աշան) یک منطقهٔ مسکونی در جمهوری آرتساخ است که در استان مارتونی واقع شده‌است.